# سيسة غرغ السفلي (سبيدار)
سیسة غرغ السفلی (بالفارسية: سیسه گرگ سفلی) هي قرية تقع في إيران في قسم سبیدار الريفي. يقدر عدد سكانها بـ 218 نسمة بحسب إحصاء 2016.